# Hans Dornbusch
Hans Dornbusch, tidigare Johansson, född 15 mars 1944 i Göteborg, är en svensk operasångare (lyrisk/dramatisk tenor). 
Dornbusch är utbildad vid Göteborgs musikkonservatorium och Göteborgs operahögskola. Han tilldelades Jussi Björlingstipendiet 1967 och fick 1968 anställning som solist vid Kungliga Teatern i Stockholm, där han framträdde bland annat i roller som Othello, Calaf, Erik i Den flygande holländaren och Macduff, Pinkerton. Han medverkade 1975 som en av vakterna i Ingmar Bergmans filmversion av Trollflöjten. En inspelning av Carl Orffs Carmina Burana finns med Dornbusch som svanen.
Efter 25 år som solist vid Operan engagerades han för Andrew Lloyd Webbers musikal The Phantom of the Opera på Oscarsteatern i Stockholm, i rollen som Piangi, och medverkade senare även i samma roll i Schweiz, Storbritannien och Danmark. Han är även verksam som sångpedagog och sedan 1995 bosatt i Basel i Schweiz. Han har två döttrar, klarinettisten Karin Dornbusch och mezzosopranen Åsa Dornbusch. Hans hustru, Kerstin Dornbusch, är dotter till dirigenten och pianisten Gerhard Dornbusch.

## Roller i urval
- Othello i Otello (Giuseppe Verdi)
- Calaf i Turandot (Giacomo Puccini)
- Erik i Den flygande holländaren (Richard Wagner)
- Macduff i Macbeth (Giuseppe Verdi)
- Pinkerton i Madama Butterfly (Giacomo Puccini)
- Ubaldo Piangi i Phantom of the Opera (Andrew Lloyd Webber)

## Diskografi
- Carmina Burana av Carl Orff (BIS Records)

## Filmografi i urval
- Trollflöjten (W. A. Mozart) Regi: Ingmar Bergman (1975)